# King’s Bounty: Legenda
King’s Bounty: Legenda (ang. King’s Bounty: The Legend) – strategiczna gra turowa z elementami RPG opracowana przez rosyjskie studio Katauri Interactive i wydana przez 1C na Microsoft Windows w 2008 roku i Mac OS X cztery lata później. Gra jest oparta na grze King’s Bounty wydanej przez New World Computing w 1990 roku, łączy ona elementy oryginalnej gry z nowoczesnym interfejsem i elementami rozgrywki.

## Fabuła
Akcja gry ma miejsce w świecie fantasy. Gracz wciela się w postać Billa Gilberta, który ubiega się o pracę w pałacu królewskim. Po przejściu kilku testów próbnych zostaje przedstawiony królowi Markowi jako Królewski Poszukiwacz Skarbów. Początkowo jego praca składa się z wykonywania prostych zadań dostawczych, pobierania podatków i ścigania bandytów.
Zwrot akcji następuje, gdy bohater zostaje wysłany z misją dostarczenia potężnego magicznego przedmiotu, zwanego Szkatułką Szału, od czarodziejów do króla. Podczas przewożenia skrzynki główna postać przypadkowo się nią rani, co wiąże ją z duchami zamkniętymi w Szkatułce. Z tego powodu nie może już oddać skrzyni królowi i zyskuje możliwość wykorzystania jej mocy dla własnych celów.

## Rozgrywka
W King’s Bounty: Legenda gracz wciela się w bohatera w świecie Endorii, który przysięga służbę królowi Darionu. Po krótkim samouczku w formie "egzaminu końcowego" w Szkole Rycerzy, gracz otrzymuje podstawowe oddziały i wyrusza w świat, by realizować wybrane przez siebie zadania. Główne wątki fabularne zleca król, ale w grze dostępnych jest wiele zadań pobocznych, które można wykonywać w niemal dowolnej kolejności.
Gracz ma do wyboru postać wojownika, paladyna oraz maga. Każda klasa specjalizuje się w jednym z trzech drzewek umiejętności w grze, chociaż gracze mogą do pewnego stopnia korzystać ze zdolności innych klas. Poprzez przydzielanie run otrzymanych jako skarb lub po osiągnięciu poziomu gracze wybierają, które umiejętności rozwinąć.
Rozwój postaci opiera się na zdobywaniu doświadczenia, które pozwala osiągać kolejne poziomy i uzyskiwać różnorodne bonusy wpływające na kluczowe statystyki, takie jak atak, obrona czy intelekt, a także zwiększać liczbę punktów dowodzenia. Dodatkowo, z każdym awansem na wyższy poziom bohater otrzymuje runy mocy, umysłu i magii. Runy te pełnią w grze rolę zasobów, które umożliwiają zdobywanie nowych umiejętności oraz rozwijanie już posiadanych.

### Zarządzanie zasobami
Głównym wyzwaniem gry jest zarządzanie ograniczonymi zasobami, którymi przede wszystkim są złoto, wojsko i magiczne kryształy. W przeciwieństwie do gier z serii Heroes of Might and Magic, w King’s Bounty: Legenda bohater nie posiada swojego zamku. Większość miejsc, w których gracz może rekrutować oddziały do walki, dysponuje ograniczoną liczbą jednostek – im są one silniejsze, tym mniej jest ich dostępnych na mapie.
Ze względu na losowo generowanych wrogów i skarby, w każdej lokacji często znajduje się kilka potężnych grup przeciwników. Aby ich pokonać i całkowicie oczyścić lokację, gracze zazwyczaj muszą udać się do innych miejsc, zebrać tam wszelkie łatwo dostępne złoto, doświadczenie i runy, by uczynić postać potężniejszą, a następnie wrócić do poprzedniej lokacji, by pokonać silniejszych wrogów, zdobyć strzeżone przez nich skarby i tym samym wyczyścić daną lokację.
Różne klasy postaci radzą sobie z problemami zasobów na inne sposoby: 
- Wojownik, dzięki swoim umiejętnościom bojowym, walczy skutecznie z niemal każdą armią, minimalizując straty. Dostaje on więcej punktów dowodzenia, dzięki czemu może dowodzić liczniejszymi i silniejszymi armiami. Ma również większą swobodę w używaniu Duchów Gniewu, szczególnie gdy straty są wysokie.
- W przypadku Maga, rodzaj dowodzonych przez niego oddziałów jest mniej istotny, ponieważ polega on głównie na sile swoich zaklęć. Może minimalizować straty, uczynić dowolną jednostkę skuteczniejszą lub niszczyć wrogów bezpośrednio za pomocą magii.
- Paladyn to klasa pośrednia, łącząca umiejętności walki i magii. Potrafi często rekrutować niewielką liczbę jednostek z szeregów wroga dzięki dyplomacji, co sprawia, że ma mniej problemów z zasobami. Posiada także umiejętność podnoszenia morale armii, dzięki której może dowodzić oddziałami z kilku różnych ras bez ponoszenia negatywnych konsekwencji. Dodatkowo specjalizuje się w walce z Nieumarłymi[4].

### Poruszanie się po świecie
Poza walką, która odbywa się w systemie turowym, gracz porusza się po mapie świata w czasie rzeczywistym, z możliwością wstrzymania gry. Wrogowie na mapie podążają za graczem, gdy znajdzie się on w ich pobliżu, co może prowadzić do starcia, jeśli dojdą do jego postaci. W przeciwnym razie gracz może swobodnie eksplorować różnorodne lokacje, w których czas płynie w cyklu dnia i nocy, bez udziału systemu tur. Skarby i przedmioty można zbierać, kierując postać w ich stronę, a z neutralnymi postaciami można wchodzić w interakcje, zazwyczaj w celu dokonania zakupów lub realizacji zadań.

### Walka
Tak jak w serii Heroes of Might and Magic i oryginalnej grze z 1990 roku, w King’s Bounty: Legenda walka odbywa się w trybie turowym, na planszy podzielonej na heksagony. Postać gracza nie walczy bezpośrednio, lecz dowodzi maksymalnie pięcioma oddziałami. W skład jednostek wchodzą zarówno zwykli żołnierze (np. rycerze czy łucznicy), jak i fantastyczne stworzenia (np. elfy, demony czy smoki). Wielkość oddziałów waha się od jednej jednostki do setek żołnierzy, a ich maksymalna liczebność zależy od współczynnika "Dowodzenia" postaci. Podczas walki oddziały wspierane są przez bohatera za pomocą magii (zaklęcia i zwoje), Duchów Szału oraz pasywnych bonusów.

### Szkatułka Szału
W King’s Bounty: Legenda zastosowano interesujące rozwiązanie w postaci ożywionych przedmiotów. Często posiadają one indywidualne historie, unikalne cechy charakteru (takie jak skłonność do obrażania czy buntowania się), a także własne cele. Poprzez odpowiednie prowadzenie dialogów możliwe jest opanowanie danego przedmiotu, co umożliwia wykorzystanie jego specjalnych cech i zdolności. W przypadku niepowodzenia w negocjacjach, konieczne staje się stoczenie walki z duchami strzegącymi przedmiotu.
Przykładem takiego mechanizmu jest „Szkatułka Szału”, zawierająca Duchy Szału - grupę czterech potężnych istot, które wieki temu zostały uwięzione we wspomnianym artefakcie przez starożytnych czarodziei. Związane z tą skrzynią, są zobowiązane służyć jej właścicielowi, manifestując się na krótko w świecie fizycznym, aby niszczyć wrogów. Duchy nie są dostępne od początku gry - można je pozyskać dopiero po ukończeniu kluczowego zadania fabularnego. Dodatkowo gracz musi wykonać specjalne zadanie dla każdego z duchów, aby zdobyć ich pomoc, przy czym niektóre z tych zadań odblokowują się dopiero wraz z postępem fabuły.
Pod względem mechaniki gry Duchy Szału funkcjonują technicznie jako samodoskonalące się zaklęcia. Każdy duch posiada cztery różne zdolności, które zyskują na mocy lub zmniejszają koszty użycia wraz ze zdobywanym doświadczeniem. Duchy zdobywają doświadczenie niezależnie od siebie, a ich poszczególne zdolności ulepszane są oddzielnie.
Korzystanie z tych zdolności zużywa punkty szału, które można zdobyć podczas walki, eliminując wrogie jednostki lub ponosząc straty w oddziałach. Poza walką punkty szału z czasem stopniowo zanikają, aż osiągną zero.

## Życie prywatne
Gracz może wziąć ślub w grze, wybierając spośród kilku dostępnych opcji. Po zawarciu małżeństwa żona stale towarzyszy bohaterowi, oferując premie do jego podstawowych statystyk lub wzmacniając określone typy jednostek w walce. Dodatkowo każda żona zapewnia cztery dodatkowe miejsca na ekwipunek i artefakty, umożliwiając korzystanie z większej liczby przedmiotów. Rodzaje slotów, takie jak na broń, zbroję, pierścienie czy płaszcze, różnią się w zależności od wybranej partnerki.
Bohater może także doczekać się dzieci, które zajmują jedno z miejsc przypisanych żonie, jednocześnie zapewniając stałe bonusy. Bonusy są ustalone z góry, ale pojawienie się konkretnych dzieci jest losowe. W przypadku rozwodu żona zabiera dzieci, część złota bohatera oraz wszystkie przedmioty, które miała na sobie, a gracz może ponownie się ożenić bądź pozostać sam.

## Rozwój i Premiera
W 2007 roku rosyjski wydawca gier 1C Company nabył prawa własności do serii King’s Bounty i przypisał tę nazwę tytułowi rozwijanemu przez małą firmę Katauri Interactive z Kaliningradu. Początkowo roboczy tytuł gry brzmiał Battle Lord.
Tytuł zawiera różnorodne efekty dźwiękowe i muzykę dopasowaną do różnych części gry. Ścieżka dźwiękowa została skomponowana przez moskiewskiego kompozytora Mikhail Kostyleva, we współpracy z partnerską firmą Katauri, TriHorn Productions. Jednym z celów kompozytorów było stworzenie unikalnych utworów muzycznych dla poszczególnych lokalizacji w grze, które oddawałyby charakter ich mieszkańców.
Gdy w wywiadzie zapytano głównego projektanta Katauri, Dmitrija Gusarova, jak firma została deweloperem King’s Bounty: Legenda, ten odpowiedział: „Nikt nie zaproponował nam stworzenia tej gry. Opracowaliśmy dokument projektowy dla projektu, który sami chcieliśmy zrealizować, i pokazaliśmy go naszemu wydawcy, firmie 1C. Spodobał im się pomysł przygodówki fantasy w duchu wielkiej tradycji King’s Bounty”.
W Rosji gra miała premierę 25 kwietnia 2008 roku, w Polsce zadebiutowała 24 października tego samego roku.
Polska i rosyjska wersja gry została wydana z zabezpieczeniem antypirackim StarForce. W rosyjskiej wersji zabezpieczenie to zostało usunięte wraz z wydaniem aktualizacji 1.6.0. Wersje gry na rynek amerykański i brytyjski zostały wyposażone w zabezpieczenie SecuROM.

## Odbiór
Serwis GRY-Online.pl wystawił grze ocenę 8.5, Polter.pl ocenił ją na 8.4, a na platformie Steam z ponad 2500 recenzji 91% było pozytywnych.
GRY-Online.pl pochwalił King’s Bounty: Legenda za umiejętne połączenie elementów RPG, przygodówki i strategii turowej, podkreślając, że gra wyróżnia się na tle serii Heroes of Might and Magic, choć bywa z nią niesłusznie porównywana. Autor recenzji docenił rozbudowany świat oraz liczne misje (w tym ponad 90 pobocznych). Podkreślono również ciekawy mechanizm wyborów wpływających na przebieg rozgrywki, co zachęca do wielokrotnego przechodzenia gry. Chociaż zauważono powtarzalność niektórych zadań, wyróżniono oryginalne zadania, które dodają świeżości. Recenzent zwrócił uwagę na różnorodność postaci do wyboru i ich wpływ na styl walki, co dodatkowo wzbogaca doświadczenie gracza.
Polter.pl podkreślił unikalny klimat i humorystyczny pastisz fantasy w grze, oferując barwny świat pełen żartobliwych nawiązań i kreatywnych misji. Zwrócono uwagę na dynamiczną rozgrywkę, łączącą turowy system walki z eksploracją w czasie rzeczywistym, co odróżnia grę od Heroes of Might and Magic. Doceniono elastyczny rozwój bohatera, możliwość wyboru klasy oraz wpływ decyzji gracza na przebieg rozgrywki. Pochwalono również taktyczne zróżnicowanie walk, wyzwania związane z zarządzaniem armią oraz wprowadzenie unikalnych mechanik, jak Szkatułka Szału. Gra została też wyróżniona za grafikę w stylu bajkowym, która dobrze współgra z atmosferą, oraz za optymalizację umożliwiającą zabawę na starszych komputerach.

## Kontynuacja
Bezpośrednia kontynuacja zatytułowana King’s Bounty: Wojownicza księżniczka została wydana w 2009 roku. Gra ma do zaoferowania między innymi kontynuację oryginalnej fabuły, nowy kontynent, nową grywalną bohaterkę, nowych bossów oraz rasę jaszczuroludzi. W 2010 roku ukazało się rozszerzenie do Wojowniczej Księżniczki zatytułowane King’s Bounty: Nowe światy, które wymaga posiadania podstawowej wersji gry. W tym samym roku wydano również King’s Bounty: Platinum Edition, zawierające trzy wcześniejsze tytuły: Legenda, Wojownicza Księżniczka oraz Nowe Światy.
Drugi sequel zatytułowany King’s Bounty: Wojownicy północy został wydany w 2012 roku.
W 2021 roku wydane zostało King’s Bounty II, które jest bezpośrednią kontynuacja pierwszej gry King’s Bounty wydanej w 1990 roku.